# Roberto González (cyclisme)
Pour le ministre paraguayen, voir Roberto González. Pour les homonymes, voir González.
Gonzállez  Castillero est un nom espagnol. Le premier nom de famille, en général paternel, est Gonzállez ; le second, en général maternel, souvent omis, est Castillero.
Roberto Carlos González Castillero, né le 21 mai 1994, est un coureur cycliste panaméen.

## Biographie
Né en 1994, Roberto González participe à ses premières courses cyclistes à l'âge de 14 ans. Il a obtenu plusieurs victoires dans des courses locales au Panama au fil des ans, remportant, entre autres, le contre-la-montre espoirs des Jeux centraméricains en 2013 et deux éditions du Tour du Panama en 2015 et 2016.
En 2017, il rejoint l'équipe colombienne Bicicletas Strongman, avec laquelle il participe à ses premières courses en Europe.
En 2019, il signe avec l'équipe continentale professionnelle italienne Neri Sottoli-Selle Italia-KTM, devenue ensuite Vini Zabù-KTM. L'année suivante, il devient le premier cycliste panaméen à participer à Milan-San Remo.

## Palmarès et résultats

### Par année
- 2012
  - 1re étape du Tour du Panama (contre-la-montre par équipes)
- 2013
  -  Médaillé d'or du contre-la-montre espoirs aux Jeux centraméricains
- 2014
  -  Champion du Panama sur route espoirs[7]
  -  Champion du Panama du contre-la-montre espoirs[8]
  - 1re étape du Tour du Panama (contre-la-montre par équipes)
  - 3e du championnat du Panama sur route
- 2015
  -  Champion du Panama du contre-la-montre espoirs[9]
  - Tour du Panama :
    - Classement général
    - 1re (contre-la-montre par équipes) et 3e étapes

  - 2e du championnat du Panama du contre-la-montre[9]
  - 3e du championnat du Panama sur route espoirs
- 2016
  - Tour du Panama :
    - Classement général
    - 1re (contre-la-montre par équipes), 3e et 5e étapes
- 2017
  - 2e et 3e étapes du Tour du Panama
  - 3e étape de la Vuelta a Chiriquí (contre-la-montre par équipes)
  - 2e du Tour du Panama
- 2018
  - 2e du championnat du Panama sur route
- 2020
  - 2e et 3e étapes du Tour du Guatemala
- 2022
  - 3e du Tour du Panama
- 2025
  -  Champion du Panama sur route
  - 3e du championnat du Panama du contre-la-montre

### Classements mondiaux
| Année                                 | 2014 | 2015 | 2016 | 2017  | 2018  | 2019  | 2020 | 2021 | 2022  | 2023  | 2024  |
| ------------------------------------- | ---- | ---- | ---- | ----- | ----- | ----- | ---- | ---- | ----- | ----- | ----- |
| Classement mondial                    |      |      | nc   | 2978e | 1557e | 2846e | 863e | 954e | 1455e | 2351e | 2066e |
| UCI America Tour                      | 166e | nc   | nc   | 501e  | 166e  | 470e  | 66e  | 128e | 201e  | nc    | nc    |
|                                       |      |      |      |       |       |       |      |      |       |       |       |
| Légende : nc = non classéSource : UCI |      |      |      |       |       |       |      |      |       |       |       |